# جدار التسونامي

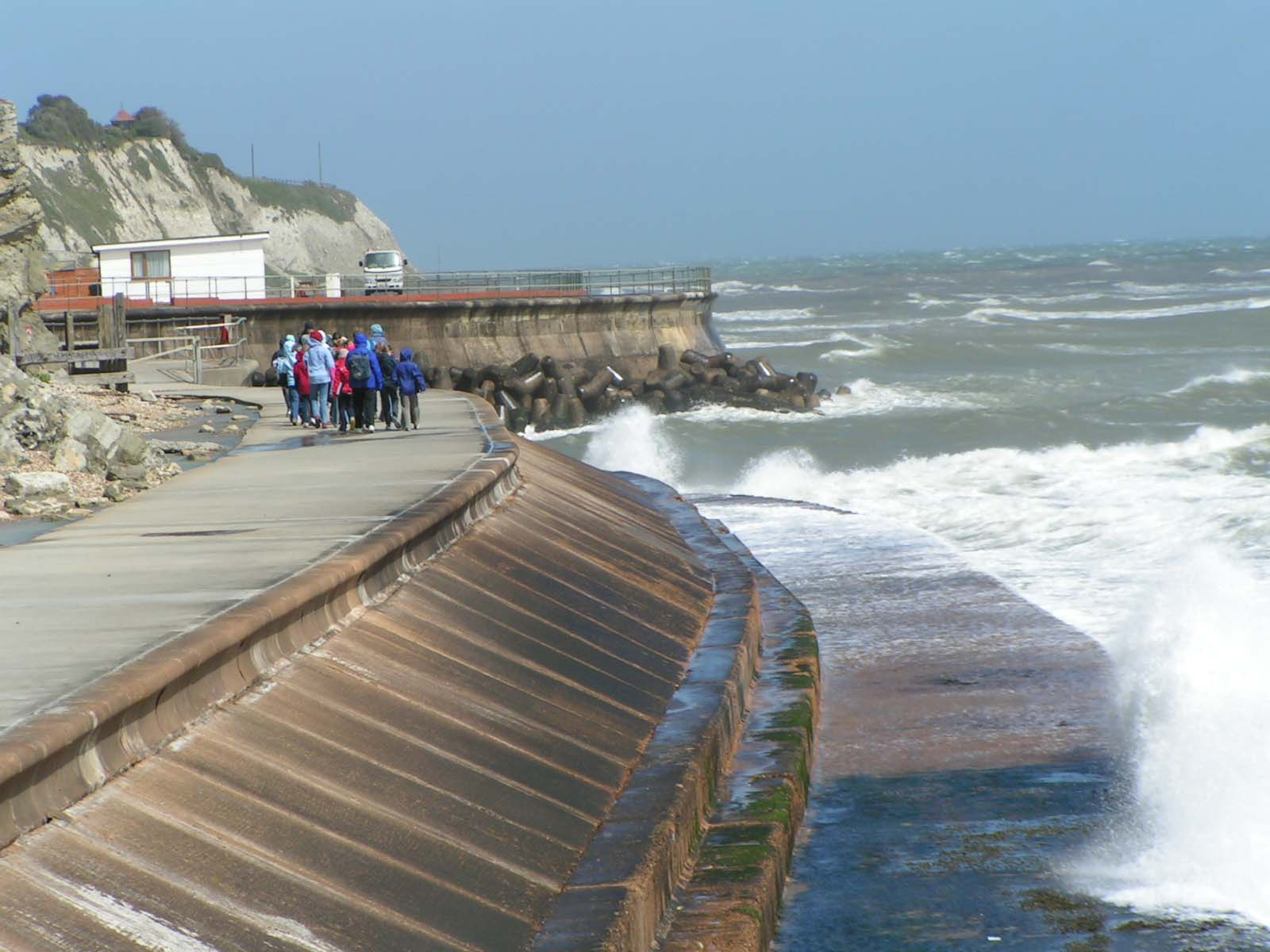

حائط أو جدار التسونامي، هي أعمدة خرسانية بنتها اليابان لكسر موجة التسونامي. وهي فعالة جداً في الحد من قوة الموجة، وقد ترتفع في البحر لتصل إلى 10 أمتار في الطول. بنيت حول الشواطئ الحيوية في اليابان والمنشآت النووية وهي خلافاً لجدار البحر الذي يكون في الميناء على اليابسة فإن حائط التسونامي يكون على بعد 500 متر عن الشاطئ لكسر الموجة.

## أنواع
يعمل السور البحري عن طريق عكس طاقة الموجة العارضة إلى البحر ، وبالتالي تقليل الطاقة المتاحة للتسبب في التآكل. الجدران البحرية لها نقطتا ضعف محددتان. قد يؤدي انعكاس الموجة من الجدار إلى صقل هيدروديناميكي وما يتبع ذلك من انخفاض في مستوى الرمال للشاطئ الأمامي. قد تؤدي جدران البحر أيضًا إلى تسريع تآكل المناطق الساحلية المجاورة غير المحمية من خلال التأثير على عملية الانجراف الساحلي.
تشمل التصميمات المختلفة لحواجز التسونامي التي من صنع الإنسان بناء الشعاب المرجانية والغابات إلى أسوار بحرية فوق الأرض ومغمورة بالمياه. في عام 2005، بدأت الهند بزراعة أشتال الكازوارينا وجوز الهند على ساحلها كحاجز طبيعي ضد موجات المد في المستقبل مثل زلزال المحيط الهندي عام 2004. لقد وجدت الدراسات أن جدارًا بعيدًا عن تسونامي يمكن أن يقلل من ارتفاعات موجات تسونامي بنسبة تصل إلى 83٪.
يعتمد تصميم الجدار البحري المناسب على جوانب خاصة بالموقع ، بما في ذلك عمليات التعرية المحيطة.

## الحواجز الطبيعية
يشير تقرير نشره برنامج الأمم المتحدة للبيئة (UNEP) إلى أن تسونامي في 26 ديسمبر / كانون الأول 2004 تسبب في أضرار أقل في المناطق التي كانت توجد فيها حواجز طبيعية، مثل غابات المانغروف أو الشعاب المرجانية أو الغطاء النباتي الساحلي. استخدمت دراسة يابانية لهذا التسونامي في سريلانكا نمذجة صور الأقمار الصناعية لتحديد معايير المقاومة الساحلية كدالة لأنواع مختلفة من الأشجار. تمنع الحواجز الطبيعية، مثل الشعاب المرجانية وغابات المنغروف، انتشار موجات التسونامي وتدفق المياه الساحلية وتخفف من الفيضانات واندفاع المياه.

## وصلات خارجية
- Channel Coastal Observatory - Seawalls
- الجدران البحرية والدفاعية في جزيرة وايت نسخة محفوظة 9 أكتوبر 2021 على موقع واي باك مشين.
- MEDUS (قسم الهندسة البحرية في جامعة ساليرنو)
- «قد تعيد اليابان النظر في الجدران البحرية بعد التسونامي», New York Times, March 14, 2011
- عرض عام عن بناء الجدران البحرية الصغيرة المصنوعة من الصلب